# Чемпионат Чехии по кёрлингу среди смешанных команд 2023
Чемпионат Чехии по кёрлингу среди смешанных команд 2023 проводился с 28 по 30 апреля 2023 года в городе Брно.
В чемпионате принимали участие 19 команд.
Победитель чемпионата получал право представлять Чехи как её смешанная сборная на чемпионате мира 2023.

## Формат соревнований
На первом, групповом этапе команды, разделённые на 4 группы (A, B, C — по 5 команд, D — 4 команды), играют между собой по круговой системе в один круг. Перед каждым матчем команды выполняют тестовые броски в дом (англ. Draw Shot Challenge, DSC, в сантиметрах; чем меньше величина, тем выше место команды), по их среднему значению команды ранжируются внутри группы при равенстве итогового количества побед. Во второй этап, плей-офф, выходят восемь команд (по две лучшие команды из каждой группы). Они по олимпийской системе играют четвертьфиналы, полуфиналы, победители полуфиналов встречаются в финале, проигравшие разыгрывают бронзу в матче за 3-е место.
Все матчи играются в 8 эндов. Время начала матчей указано местное (UTC+1:00).